# منطقه نمونه گردشگری

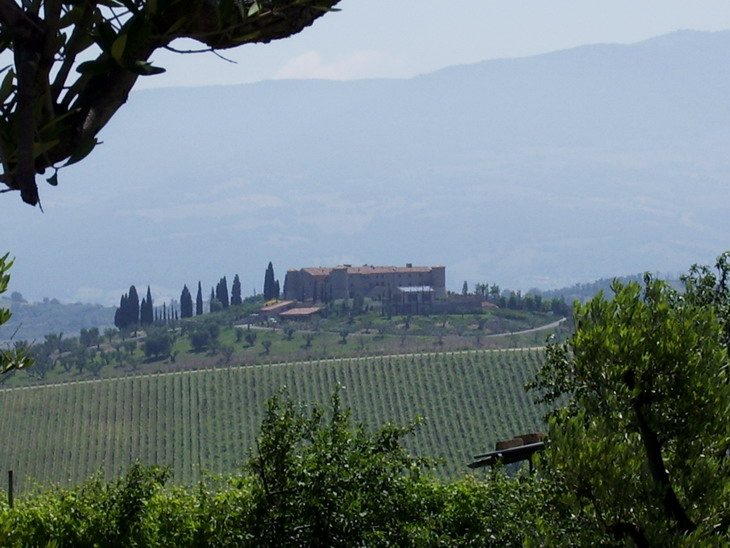
پانوراما - قلعه کول ماساری - شب سال نو

منطقه نمونه گردشگری به مناطق گفته می شود که در جوار جاذبه‌های تاریخی‌، فرهنگی‌، مذهبی‌ ،طبیعی و گردشگری کشور به منظور ارایه خدمات به گردشگران توسط بخش غیردولتی براساس ماده(۸)قانون آیین‌نامه دولت تأسیس و اداره می‌شوند.
از طرح‌های راهبردی، (استراتژیک) پیشنهادی وزارت میراث فرهنگی، صنایع دستی و گردشگری می‌باشد که به منظور اجرایی شدن مفاد برنامهٔ پنج سالهٔ چهارم دولت اعلام شده است.
این مناطق بیشتر در قطب‌های تاریخی، فرهنگی و طبیعی کشور می‌باشند و بر اساس پتانسیل بالقوه و بالفعل در زمینه‌های تاریخی، طبیعی و فرهنگی، میزان استقبال گردشگران، راه‌های دسترسی به آن مناطق و همیچنین زیرساخت‌ها انتخاب می‌شوند.
مقرر شده است واحدهای اقامتی متغیر برای قشرها مختلف جامعه، مخصوصاً کم‌درآمد، در این مناطق ساخته شود.
بنا به گفتهٔ معاون گردشگری سازمان میراث فرهنگی تا کنون بیش از ۱۱۶۶ منطفه نمونه گردشگری در سراسر ایران شناسایی شده است و این مناطق در طول سفرهای استانی دولت شناسایی و به تصویب می‌رسند و مطالعات جامع بر روی آنها انجام می‌شود.

## سطح بندی مناطق نمونه گردشگری
با توجه به عرصه مورد نیاز برای احداث تأسیسات گردشگری اعم از اقامتی و پذیرایی و زیرساخت‌های مورد نیاز، این محدوده جغرافیایی به حسب ظرفیت و مساحت عرصه در ۴ منطقه، ‌سطح بندی می‌شود.
هر منطقه دارای مراکز خدماتی‌، رفاهی‌، فرهنگی و گردشگری از جمله واحدهای اقامتی‌،پذیرایی‌، خرید، تولید و عرضه صنایع دستی‌، فرهنگی‌، هنری‌، تفریحی‌،
ورزشی‌، بوستان ها و سایر خدمات‌گردشگری خواهد بود.
منطقه نمونه گردشگری ۴ سطح:
- بین المللی (حداقل ۳۰۰ هکتار)
- ملی(حداقل ۱۰۰ هکتار)
- استانی(‌حداقل ۵۰ هکتار)
- سطح محلی(‌با حداقل ۳۰ هکتار)

تقسیم می شوند.